# What They Say
What They Say ist ein Lied des griechisch-dänischen Sängers Victor Vernicos. Mit dem Titel vertrat er Griechenland beim Eurovision Song Contest 2023 in Liverpool.

## Hintergrund
Der Song wurde von Vernicos geschrieben. Es handelt sich um einen Popsong, auch beschrieben als „ein spannungsgeladener Singer/Songwriter-Uptemposong, der balladesk beginnt und einen starken melancholischen dramaturgischen Aufbau hat.“ Im Lied geht es um eine Reise durch Vernicos’ Gefühlswelt, die Angst und Optimismus zugleich beinhaltet:

„The lyrics are inspired from basically the first overwhelming experience of anxiety I had in my life. I was 13, in Denmark staying at my grandmother’s house for the holidays when it just hit me. That feeling came from me realising that what I had had as a dream of being a musical artist was possible and actually becoming true due to the hard work I had already been putting in. Managers overseas and local became interested and more and it was that ‘reality hit’ that sent me into momentary anxiety. (…) I realised the reality of everything and the fact that ‘as much as you give is as much as you get’ and that solidified as a fact to me in that moment and I got up and continued, carrying that experience with me knowing I wanted to write about it at some point. Six months later, in early 2021, I wrote the song.“

Der Song wurde am 12. März 2023 veröffentlicht. Vernicos war in einer internen Auswahl durch eine Jury und ein Panel von Zuschauern ausgewählt worden. Allerdings hatte die Zweitplatzierte Melissa Mantzoukis zunächst Einspruch erhoben, bevor Vernicos’ Beitrag dann bestätigt wurde.

## Beim Eurovision Song Contest
Griechenland nahm mit dem Titel am 67. Eurovision Song Contest teil, der vom 9. bis 13. Mai 2023 stattfand. What They Say wurde dem zweiten Halbfinale zugelost und startete dort an achter Stelle von 16 Teilnehmern. Mit 14 Punkten und einem 13. Platz konnte er sich jedoch nicht für das Finale qualifizieren.